# Helen Langehanenberg
Helen Langehanenberg (Münster, 21 de mayo de 1982) es una jinete alemana que compitió en la modalidad de doma.
Participó en los Juegos Olímpicos de Londres 2012, obteniendo una medalla de plata en la prueba por equipos (junto con Dorothee Schneider y Kristina Sprehe), y el cuarto lugar en la prueba individual.
Ganó tres medallas en el Campeonato Mundial de Doma de 2014 y seis medallas en el Campeonato Europeo de Doma entre los años 2011 y 2021.

## Palmarés internacional
| Juegos Olímpicos   | Juegos Olímpicos        | Juegos Olímpicos | Juegos Olímpicos      |
| Año                | Lugar                   | Medalla          | Categoría             |
| ------------------ | ----------------------- | ---------------- | --------------------- |
| 2012               | Londres (Reino Unido)   | Medalla de plata | Por equipos           |
| Campeonato Mundial |                         |                  |                       |
| Año                | Lugar                   | Medalla          | Categoría             |
| 2014               | Caen (Francia)          | Medalla de oro   | Por equipos           |
| 2014               | Caen (Francia)          | Medalla de plata | Individual (especial) |
| 2014               | Caen (Francia)          | Medalla de plata | Individual (libre)    |
| Campeonato Europeo |                         |                  |                       |
| Año                | Lugar                   | Medalla          | Categoría             |
| 2011               | Róterdam (Países Bajos) | Medalla de plata | Por equipos           |
| 2013               | Herning (Dinamarca)     | Medalla de oro   | Por equipos           |
| 2013               | Herning (Dinamarca)     | Medalla de plata | Individual (especial) |
| 2013               | Herning (Dinamarca)     | Medalla de plata | Individual (libre)    |
| 2017               | Gotemburgo (Suecia)     | Medalla de oro   | Por equipos           |
| 2021               | Hagen (Alemania)        | Medalla de oro   | Por equipos           |